# Tbong Khmŭm
Tbong Khmŭm (khm. ត្បូងឃ្មុំ) – prowincja (khêt) w centralno-wschodniej Kambodży. Siedzibą administracyjną prowincji oraz największym miastem jest Suong. Tbong Khmŭm graniczy z Wietnamem od wschodu oraz prowincjami Kâmpóng Cham na zachodzie, Krâchéh na północy i Prey Vêng na południu, przepływa przez nią Mekong. 
Nazwa prowincji oznacza "bursztyn" w języku khmerskim.  

## Historia
Prowincja Tbong Khmŭm została utworzona, gdy prowincja Kâmpóng Cham została podzielona na dwie części dekretem królewskim podpisanym 31 grudnia 2013 r. przez króla Norodoma Sihamoniego na wniosek premiera Hun Sena. Wniosek rządu o podział prowincji, który rzekomo miał na celu poprawę wydajności administracyjnej w dużej prowincji, został złożony po tym, jak rządząca Kambodżańska Partia Ludowa przegrała w prowincji z opozycją w wyborach w lipcu 2013 roku.

## Religia

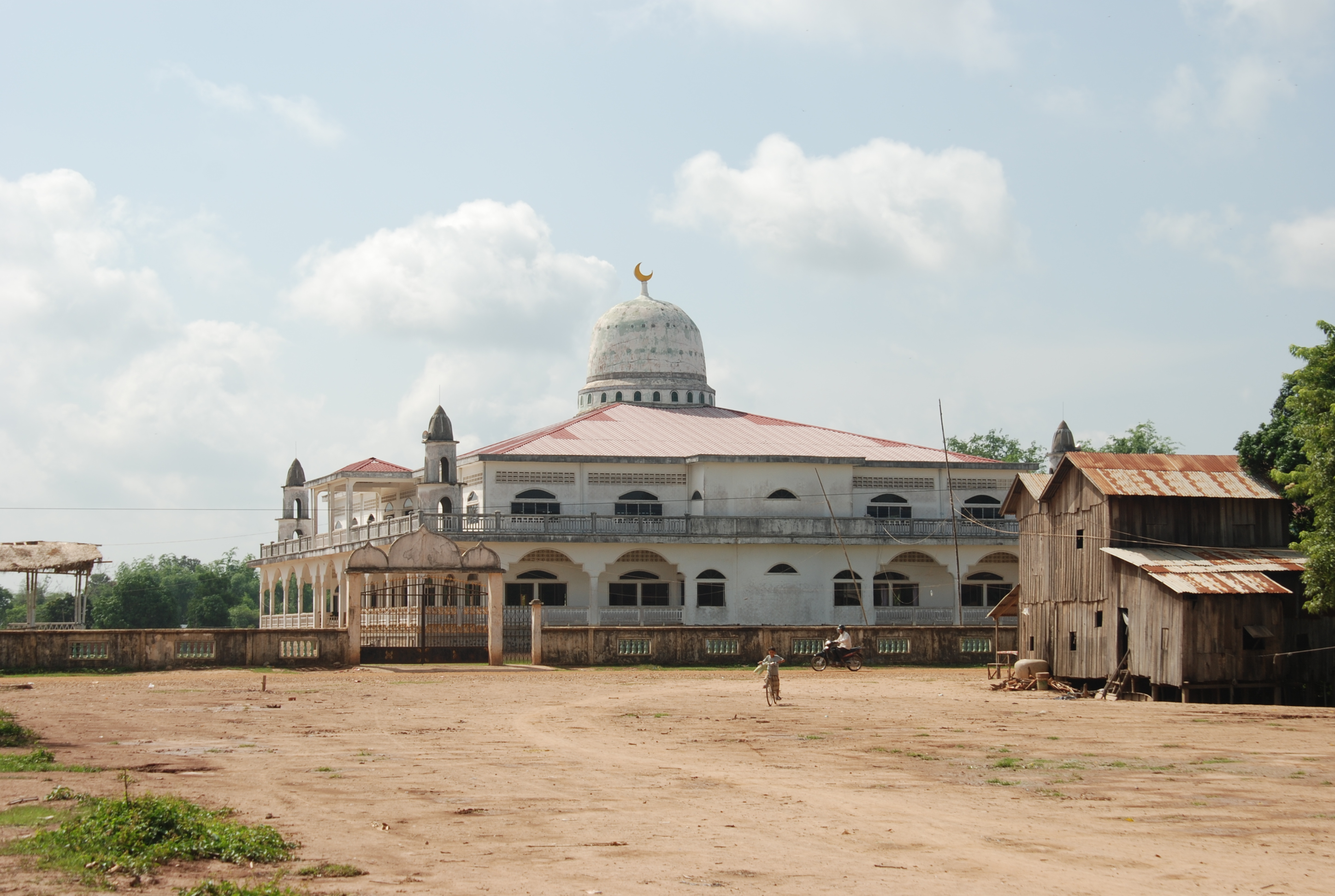
Meczet w miejscowości Khum Trea

W 2019 roku 88,1% mieszkańców prowincji wyznawało Buddyzm, 11,8% Islam, a 0,1% Chrześcijaństwo.